# Serafim Andrieș
Serafim Andrieș (n. 6 februarie 1942, Cașunca, raionul Florești, Republica Moldova, este un cercetător în domeniul științelor solului, doctor în științe agricole (1992). Dezvoltă cu succes bazele științifice privind reglarea fertilității efective a solurilor, optimizarea nutriției minerale a culturilor agricole, majorarea productivității agrocenozelor și implementarea rezultatelor obținute în agricultura Moldovei.

## Educație și formare
Absolvent al Universității de Stat din Chișinău, Facultatea Biologie și Pedologie, specialitatea pedolog agrochimist (1965). După absolvire a fost doctorand, laborant superior, colaborator științiﬁc inferior, colaborator științiﬁc superior al Institutului de Cercetări pentru Pedologie și Agrochimie “Nicolae Dimo” (1965-1976). Activează în funcția de colaborator științiﬁc superior al Filialei din Chișinău a Institutului Unional pentru Deservirea Agrochimică (ȚINAO), (1976-1983). Șef secție agrochimie al Institutului de Cercetări pentru Pedologie și Agrochimie „Nicolae Dimo” (1983-1990). Director adjunct pentru probleme științiﬁce al Institutului de Cercetări pentru Pedologie și Agrochimie „Nicolae Dimo” (1990-1995). Din 1995 până în prezent este director al Institutului de Pedologie, Agrochimie și Protecție a Solului „Nicolae Dimo”. Academician al Academiei de Științe Ecologice și Asigurare a Viabilității din or. Sankt Petersburg (1997). Membru de onoare al Academiei de Științe Agricole și Silvice „Gheorghe Ionescu” - Șișești (2006).

## Rezultate științifice
Contribuția științiﬁcă în dezvoltarea cercetărilor în domeniul științei solului:
1. În anii 1965-2010 a elaborat concepția formării regimurilor nutritive optime pentru obținerea recoltelor scontate. În baza generalizării rezultatelor experiențelor de câmp de lungă și scurtă durată fondate pe diferite tipuri și subtipuri de soluri a determinat: legitățile acțiunii îngrășămintelor cu azot, fosfor și potasiu privind modiﬁcarea fertilității efective a solurilor și sporirea productivității culturilor agricole; parametrii optimi ai indicilor agrochimici pentru formarea recoltelor scontate de calitate înaltă; necesarul de fertilizanți pentru formarea recoltelor; parametrii diagnozei complexe sol-plantă a nutriției minerale a plantelor de cultură pentru formarea recoltelor înalte.
2. În anii 1978-2005 a elaborat concepția optimizării nutriției minerale a plantelor de cultură pentru obținerea 100-150 q/ha porumb pentru boabe și 70-90 q/ha grâu de toamnă pe solurile irigate. Concomitent a elaborat procedee și metode noi pentru implementarea acestei concepții în agricultura Moldovei.
3. În anii 1990-2001 a participat la elaborarea ”Modelelor privind utilizarea rațională a Fondului Funciar în perioada post-privatizațională”. A elaborat modele privind protecția, utilizarea rațională și sporirea fertilității solurilor; proiecte privind formarea bilanțului echilibrat a humusului și elementelor bioﬁle în agricultură; sistemul integrat privind fertilizarea solului utilizând factorii biologici și minimalizând utilizarea îngrășămintelor minerale.
4. În anii 1990-2010 a elaborat metodologia efectuării monitoringului ecopedologic. În baza rezultatelor științiﬁce fundamentale și aplicative a evaluat starea de calitate a solurilor, elaborat prognoza modiﬁcării principalelor indici a fertilității efective ale solurilor și complexul de măsuri privind utilizarea rațională, conservarea și sporirea fertilității solurilor.
5. În anii 1990-2010 a elaborat metodologia prognozării productivității plantelor de cultură în funcție de condițiile agropedoclimatice și indicii principali ai fertilității efective a solurilor. Din anul 2005 metodele elaborate se implementează în practica agricolă pentru prognozarea recoltei grâului de toamnă la nivel de republică, gospodărie agricolă, în vederea luării deciziilor tehnologice și manageriale.
6. Autor a 314 lucrări științiﬁce consacrate utilizării raționale a resurselor naturale, metodelor de sporire a fertilității solurilor, optimizării nutriției minerale a plantelor de cultură, perfecționării sistemului de fertilizare a solurilor în asolamentele de câmp. Este autor și coautor 18 monograﬁi și manuale, 6 buletine ecopedologice, 6 informații de sinteză, 20 recomandări și instrucțiuni metodice pentru implementare în agricultură etc. Actualmente se implementează în producție 6 produse tehnico-științiﬁce.

## Merite
Pentru merite în muncă este decorat cu Diplome de Onoare, medalii de argint (1988) și bronz (1984) a Expoziției Realizărilor Economiei Naționale, Diplomă a Expoziției REN din Moldova (1982), Laureat al Premiului de Stat în domeniul Științei și Tehnicii (1989), titlul onorific „Om Emerit” (2000), Laureat al Premiului AȘM (2006).